# Tommy Byrnes
Thomas P. "Tommy" Byrnes (Teaneck, Nueva Jersey, 19 de febrero de 1923-Branford, Connecticut, 9 de enero de 1981) fue un jugador de baloncesto estadounidense que disputó cinco temporadas entre la BAA y la NBA, y dos más en la ABL. Con 1,91 metros de estatura, jugaba en la posición de escolta.

## Trayectoria deportiva

### Universidad
Su carrera universitaria transcurrió con los Pirates de la Universidad Seton Hall, siendo uno de los primeros jugadores de dicha universidad en jugar en la NBA.

### Profesional
Comenzó su carrera profesional en los Wilmington Bombers de la ABL, hasta que en 1946 ficha por los New York Knicks de la BAA. Allí, en su primera temporada promedió 7,6 puntos por partido.
Mediada la temporada 1948-49 fue traspasado a los Indianapolis Jets a cambio de Ray Lumpp, pero tras la desaparición del equipo, regresó a los Knicks que lo traspasó nuevamente, junto con Sidney Tannenbaum a los Baltimore Bullets a cambio de Connie Simmons. Allí, en su primera temporada promedió 6,2 puntos y 1,7 asistencias por partido.
Poco después del comienzo de la temporada 1950-51 es despedido, fichando primero por los Washington Capitols, y posteriormente por los Tri-Cities Blackhawks. Acabó su carrera jugando una temporada más en la ABL, en los Bridgeport Roesslers, donde promediaría 8,2 puntos por partido.

#### Estadísticas en la BAA y la NBA

##### Temporada regular
| Temporada | Edad | Equipo                | Liga  | P   | TIT | MIN | TC  | TCA  | %TC  | 3P | 3PA | %3P | TL  | TLA | %TL  | R.OF. | R.DEF. | REB | ASIS | ROB | TAP | PER | FP  | PTS |
| 1946-47   | 23   | New York Knicks       | BAA   | 60  |     |     | 2.9 | 9.7  | .300 |    |     |     | 1.7 | 2.7 | .644 |       |        |     | 0.6  |     |     |     | 1.5 | 7.6 |
| 1947-48   | 24   | New York Knicks       | BAA   | 47  |     |     | 2.5 | 8.7  | .285 |    |     |     | 1.4 | 2.2 | .631 |       |        |     | 0.4  |     |     |     | 1.2 | 6.4 |
| 1948-49   | 25   | TOTAL                 | BAA   | 57  |     |     | 2.8 | 9.2  | .305 |    |     |     | 1.6 | 2.6 | .617 |       |        |     | 1.8  |     |     |     | 1.5 | 7.2 |
| 1948-49   | 25   | New York Knicks       | BAA   | 35  |     |     | 2.2 | 7.7  | .285 |    |     |     | 1.3 | 2.3 | .568 |       |        |     | 1.5  |     |     |     | 1.5 | 5.7 |
| 1948-49   | 25   | Indianapolis Jets     | BAA   | 22  |     |     | 3.8 | 11.6 | .325 |    |     |     | 2.1 | 3.1 | .676 |       |        |     | 2.2  |     |     |     | 1.4 | 9.6 |
| 1949-50   | 26   | Baltimore Bullets     | NBA   | 53  |     |     | 2.3 | 7.5  | .302 |    |     |     | 1.6 | 2.3 | .702 |       |        |     | 1.7  |     |     |     | 1.4 | 6.2 |
| 1950-51   | 27   | TOTAL                 | NBA   | 47  |     |     | 1.7 | 5.7  | .303 |    |     |     | 1.2 | 1.8 | .655 |       |        | 1.5 | 1.5  |     |     |     | 1.7 | 4.6 |
| 1950-51   | 27   | Baltimore Bullets     | NBA   | 16  |     |     | 2.2 | 6.3  | .350 |    |     |     | 1.3 | 1.8 | .714 |       |        | 1.7 | 1.3  |     |     |     | 1.8 | 5.6 |
| 1950-51   | 27   | Washington Capitols   | NBA   | 12  |     |     | 1.1 | 5.4  | .200 |    |     |     | 1.2 | 2.3 | .519 |       |        | 0.9 | 1.3  |     |     |     | 1.7 | 3.3 |
| 1950-51   | 27   | Tri-Cities Blackhawks | NBA   | 19  |     |     | 1.7 | 5.4  | .324 |    |     |     | 1.1 | 1.5 | .724 |       |        | 1.7 | 1.7  |     |     |     | 1.7 | 4.6 |
| Total     |      |                       | TOTAL | 264 |     |     | 2.5 | 8.3  | .299 |    |     |     | 1.5 | 2.3 | .648 |       |        | 1.5 | 1.2  |     |     |     | 1.5 | 6.5 |
|           |      |                       | BAA   | 164 |     |     | 2.8 | 9.3  | .298 |    |     |     | 1.6 | 2.5 | .631 |       |        |     | 0.9  |     |     |     | 1.4 | 7.1 |
|           |      |                       | NBA   | 100 |     |     | 2.0 | 6.6  | .303 |    |     |     | 1.4 | 2.1 | .683 |       |        | 1.5 | 1.6  |     |     |     | 1.6 | 5.4 |

##### Playoffs
| Temporada | Edad | Equipo          | Liga | P | MIN | TCA | TC | 3PA | 3P | TLA | TL | R.OF. | REB | ASIS | ROB | TAP | PER | FP | PTS | %TC  | %3P | %FT  | MIN | PTS | REB | AST |
| 1946-47   | 23   | New York Knicks | BAA  | 5 |     | 11  | 46 |     |    | 2   | 11 |       |     | 0    |     |     |     | 2  | 24  | .239 |     | .182 |     | 4.8 |     | 0.0 |
| 1947-48   | 24   | New York Knicks | BAA  | 3 |     | 11  | 27 |     |    | 4   | 12 |       |     | 2    |     |     |     | 7  | 26  | .407 |     | .333 |     | 8.7 |     | 0.7 |
| Total     |      |                 | BAA  | 8 |     | 22  | 73 |     |    | 6   | 23 |       |     | 2    |     |     |     | 9  | 50  | .301 |     | .261 |     | 6.3 |     | 0.3 |